# Clima subalpino

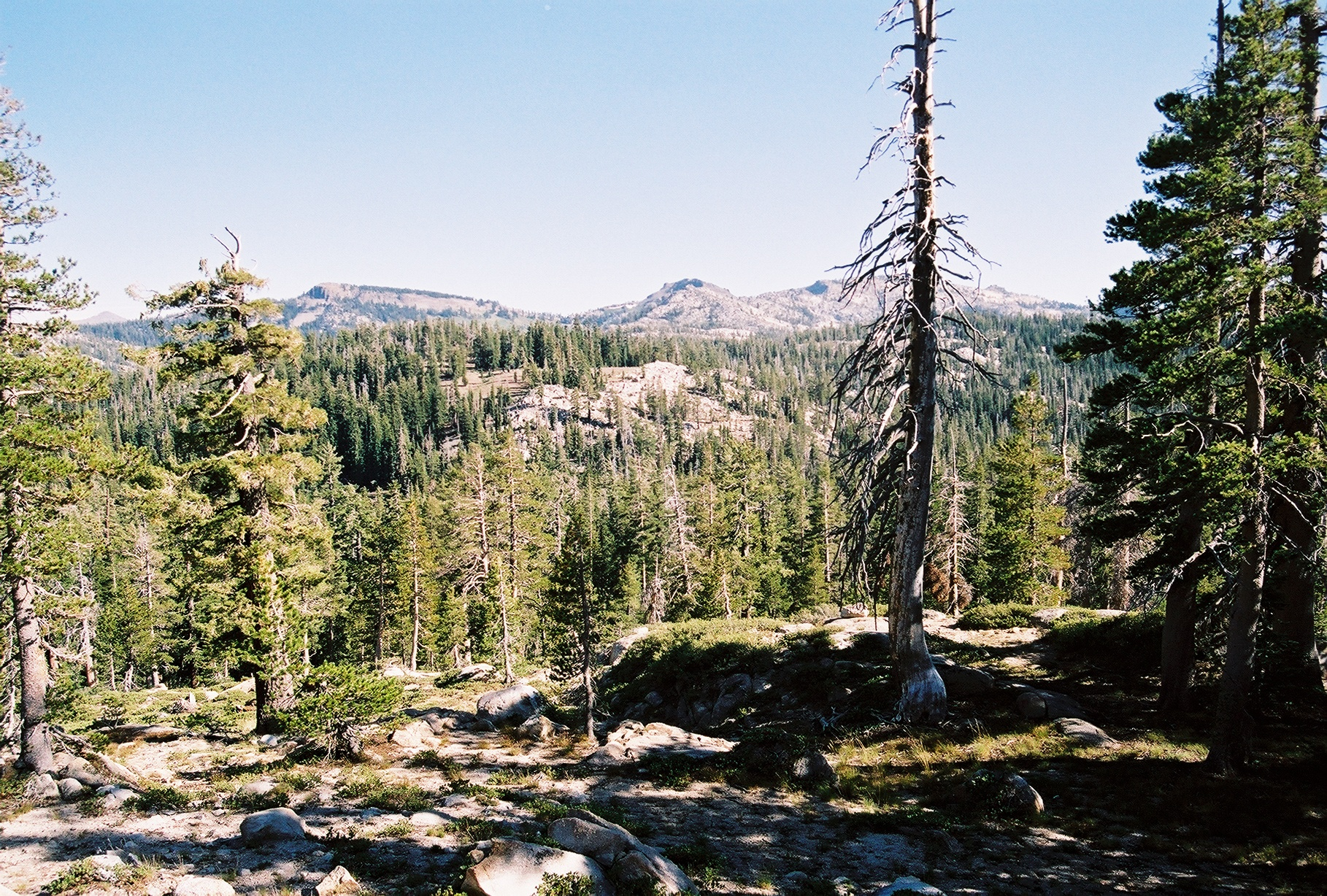
Bosque subalpino de coníferas en Sierra Nevada (clima subalpino mediterráneo Dsc)

El clima subalpino es un clima de montaña que se encuentra en un piso altitudinal frío, el cual se sitúa entre un piso altitudinal de clima templado y uno de clima alpino. Se presenta en latitudes medias y tropicales, la dinámica de las temperaturas es equivalente a la de un clima subpolar y es característico de ecosistemas como los bosques subalpinos, los cuales limitan con los ecosistemas de tundra alpina en el llamado límite del bosque. Este límite puede haber reducido su biodiversidad a una especie arbórea; por ejemplo, al abedul en el bosque subalpino escandinavo.
De acuerdo con el sistema de Köppen, para considerar que un clima es subpolar o subalpino (Dc o Cc), la media mensual del mes más cálido debe ser superior a 10 °C y debe darse entre 1 y 4 meses al año; aunque otros autores usan otras medidas.

## Clima subalpino de la zona templada

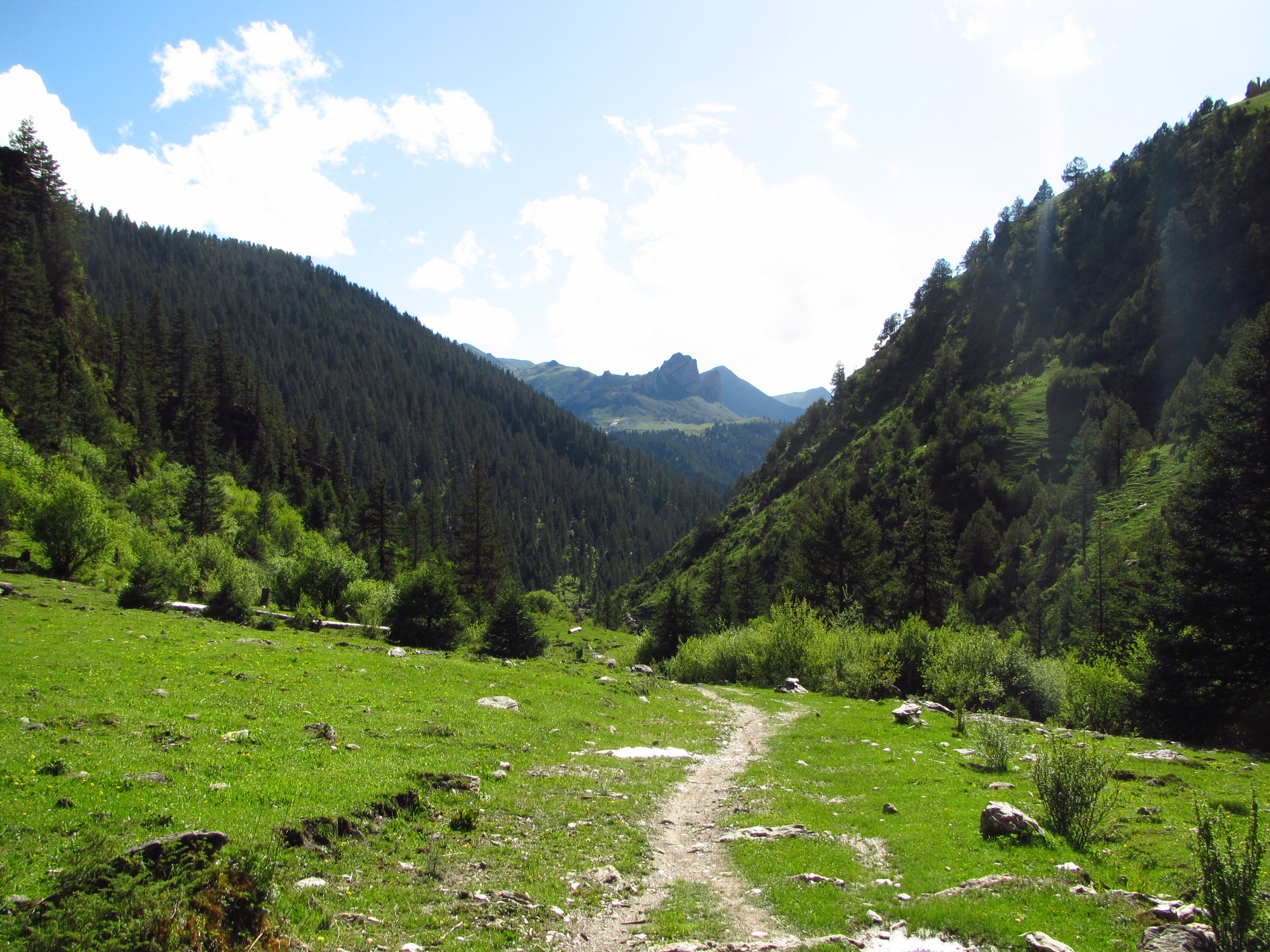
Bosque subalpino de coníferas de Hengduan (clima subalpino monzónico Dwc).

En latitudes medias que corresponden a la zona templada, por lo general se trata de un clima continental subpolar. El límite superior con el clima alpino, consiste en que el mes más cálido posee una temperatura media superior a 10 °C; tal como lo describen muchos autores debido a que en este punto se encuentra normalmente el ecotono entre el bosque subalpino de coníferas y los pastos alpinos. Este límite está reforzado por la nomenclatura de la clasificación climática de Köppen, en donde corresponde el límite alpino/subalpino entre el clima alpino ETH y los climas subalpinos continentales Dfc y Dwc principalmente. Uno de los indicadores de este ecotono es el pino negro, cuya presencia es apreciada como un indicador del cambio climático.
El límite inferior del clima subalpino con los climas templados, coincide con el ecotono entre el bosque subalpino de coníferas (equivalente a la taiga de los climas subpolares) con los ecosistemas montanos tales como los bosques mixtos. En general, estos bosques subalpinos están considerados dentro del bioma del bosque templado de coníferas.
Los árboles en la zona subalpina a menudo se convierten en árboles bandera (krummholz), es decir, madera en forma retorcida. En la línea de árboles, éstos pueden germinar en el lado de sotavento y crecer solo tan alto como la roca que proporciona protección contra los fuertes vientos de estos climas; el crecimiento adicional es más horizontal que vertical; y los árboles bien establecidos pueden tener de varios cientos a mil años de antigüedad. Hay especies representativas, en Norteamérica y se observa por ejemplo al alerce subalpino, la cicuta de montaña y el abeto subalpino.

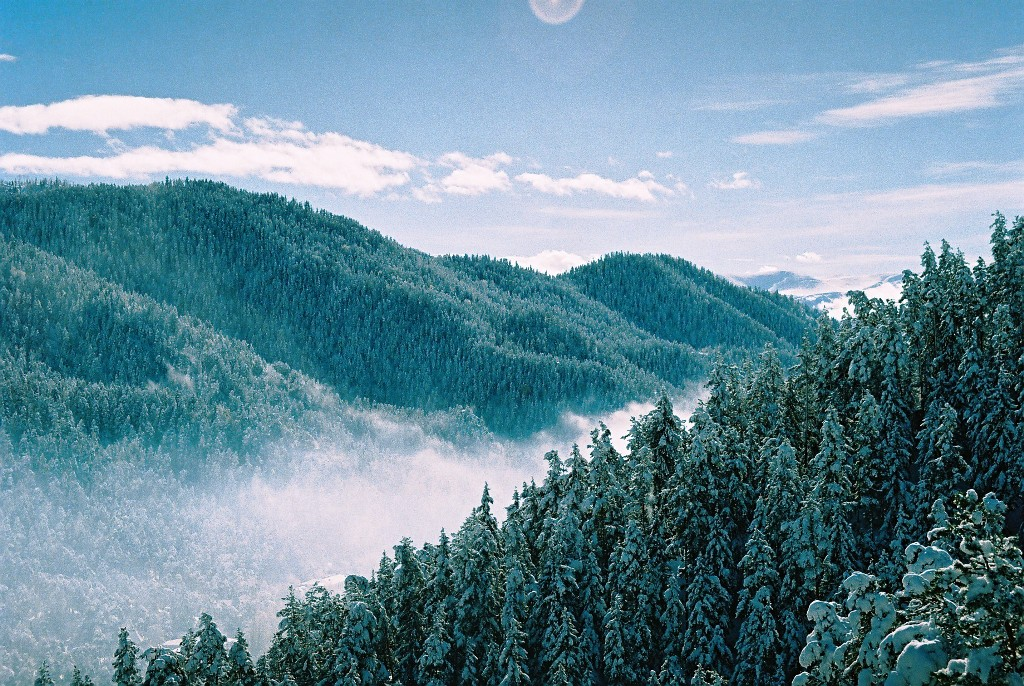
Bosque subalpino de coníferas de la Cordillera del Cáucaso Menor, en Georgia (clima subalpino húmedo Dfc).

Existen los siguientes tipos de clima subalpino de zona templada:
- Clima subalpino húmedo (Dfc): Clima continental húmedo frío que se encuentra extendido en las Montañas Rocosas (Estados Unidos, Canadá). En Europa está el bosque de los Pirineos, bosque de los Alpes, bosque de los Cárpatos, pradera y bosque de abedules de Escandinavia y bosques del Cáucaso, entre otras montañas. En Asia Central, se presenta en los bosques de Tian Shan, Macizo de Altái, Montes Sayanes, entre otros. En Nueva Zelanda está en los Alpes del Sur.
- Clima subalpino monzónico (Dwc): Clima continental monzónico frío que se encuentra extendido en las regiones boscosas montañosas de Asia Oriental, como las montañas Hengduan en China.
- Clima subalpino mediterráneo (Dsc): Clima continental mediterráneo frío propio de bosques subalpinos, pero también prados subalpinos; como por ejemplo los prados de Tuolumne en la Sierra Nevada (Estados Unidos). Es típico de Sierra Nevada (España), también se da en la Cordillera de las Cascadas (oeste de Norteamérica) y en la Cordillera del Pamir (Asia Central).
- Clima subalpino mediterráneo (Csc): Clima mediterráneo subalpino en pequeñas áreas en los Andes australes como lo son Argentina y Chile.

Ciudades: Son pocas las poblaciones situadas en el clima subalpino continental debido a su severidad y condiciones agrestes.
- Clima subalpino monzónico Dwc: Mörön (Mongolia), Lukla (Nepal).
- Clima subalpino mediterráneo Dsc: Bodie, Brian Head (Estados Unidos).
- Clima subalpino húmedo Dfc: Samedan, Sankt Moritz (Suiza), Alma y Leadville en Colorado, Estados Unidos. Alma, con 3158 metros de altura, es considerada la población más alta de los Estados Unidos:

| Parámetros climáticos promedio de Alma, Colorado (EE. UU.) | Parámetros climáticos promedio de Alma, Colorado (EE. UU.) | Parámetros climáticos promedio de Alma, Colorado (EE. UU.) | Parámetros climáticos promedio de Alma, Colorado (EE. UU.) | Parámetros climáticos promedio de Alma, Colorado (EE. UU.) | Parámetros climáticos promedio de Alma, Colorado (EE. UU.) | Parámetros climáticos promedio de Alma, Colorado (EE. UU.) | Parámetros climáticos promedio de Alma, Colorado (EE. UU.) | Parámetros climáticos promedio de Alma, Colorado (EE. UU.) | Parámetros climáticos promedio de Alma, Colorado (EE. UU.) | Parámetros climáticos promedio de Alma, Colorado (EE. UU.) | Parámetros climáticos promedio de Alma, Colorado (EE. UU.) | Parámetros climáticos promedio de Alma, Colorado (EE. UU.) | Parámetros climáticos promedio de Alma, Colorado (EE. UU.) |
| Mes                                                        | Ene.                                                       | Feb.                                                       | Mar.                                                       | Abr.                                                       | May.                                                       | Jun.                                                       | Jul.                                                       | Ago.                                                       | Sep.                                                       | Oct.                                                       | Nov.                                                       | Dic.                                                       | Anual                                                      |
| ---------------------------------------------------------- | ---------------------------------------------------------- | ---------------------------------------------------------- | ---------------------------------------------------------- | ---------------------------------------------------------- | ---------------------------------------------------------- | ---------------------------------------------------------- | ---------------------------------------------------------- | ---------------------------------------------------------- | ---------------------------------------------------------- | ---------------------------------------------------------- | ---------------------------------------------------------- | ---------------------------------------------------------- | ---------------------------------------------------------- |
| Temp. máx. media (°C)                                      | -2.3                                                       | -0.9                                                       | 0.9                                                        | 5.1                                                        | 10.7                                                       | 16.8                                                       | 20.1                                                       | 18.7                                                       | 15                                                         | 9.5                                                        | 2.1                                                        | -1.9                                                       | 7.8                                                        |
| Temp. media (°C)                                           | -9.9                                                       | -9                                                         | -6.7                                                       | -2.1                                                       | 3.5                                                        | 8.8                                                        | 12                                                         | 10.9                                                       | 7.2                                                        | 2                                                          | -4.9                                                       | -9.1                                                       | 0.2                                                        |
| Temp. mín. media (°C)                                      | -17.5                                                      | -17                                                        | -14.3                                                      | -9.2                                                       | -3.6                                                       | 0.8                                                        | 4                                                          | 3.2                                                        | -0.6                                                       | -5.4                                                       | -11.8                                                      | -16.2                                                      | -7.3                                                       |
| Precipitación total (mm)                                   | 37                                                         | 33                                                         | 44                                                         | 45                                                         | 42                                                         | 37                                                         | 61                                                         | 61                                                         | 40                                                         | 32                                                         | 36                                                         | 40                                                         | 508                                                        |
| Fuente: climate-data. org                                  |                                                            |                                                            |                                                            |                                                            |                                                            |                                                            |                                                            |                                                            |                                                            |                                                            |                                                            |                                                            |                                                            |

## Piso frío o subalpino en la zona intertropical
Los estudios biogeográficos, especialmente en América tropical, han usado el término «subalpino» en el sentido de las zonas de vida del sistema de Holdrige, por lo que en este caso define una zona con un promedio de 7 °C y una vegetación de herbazales altoandinos, (pradera alpina).

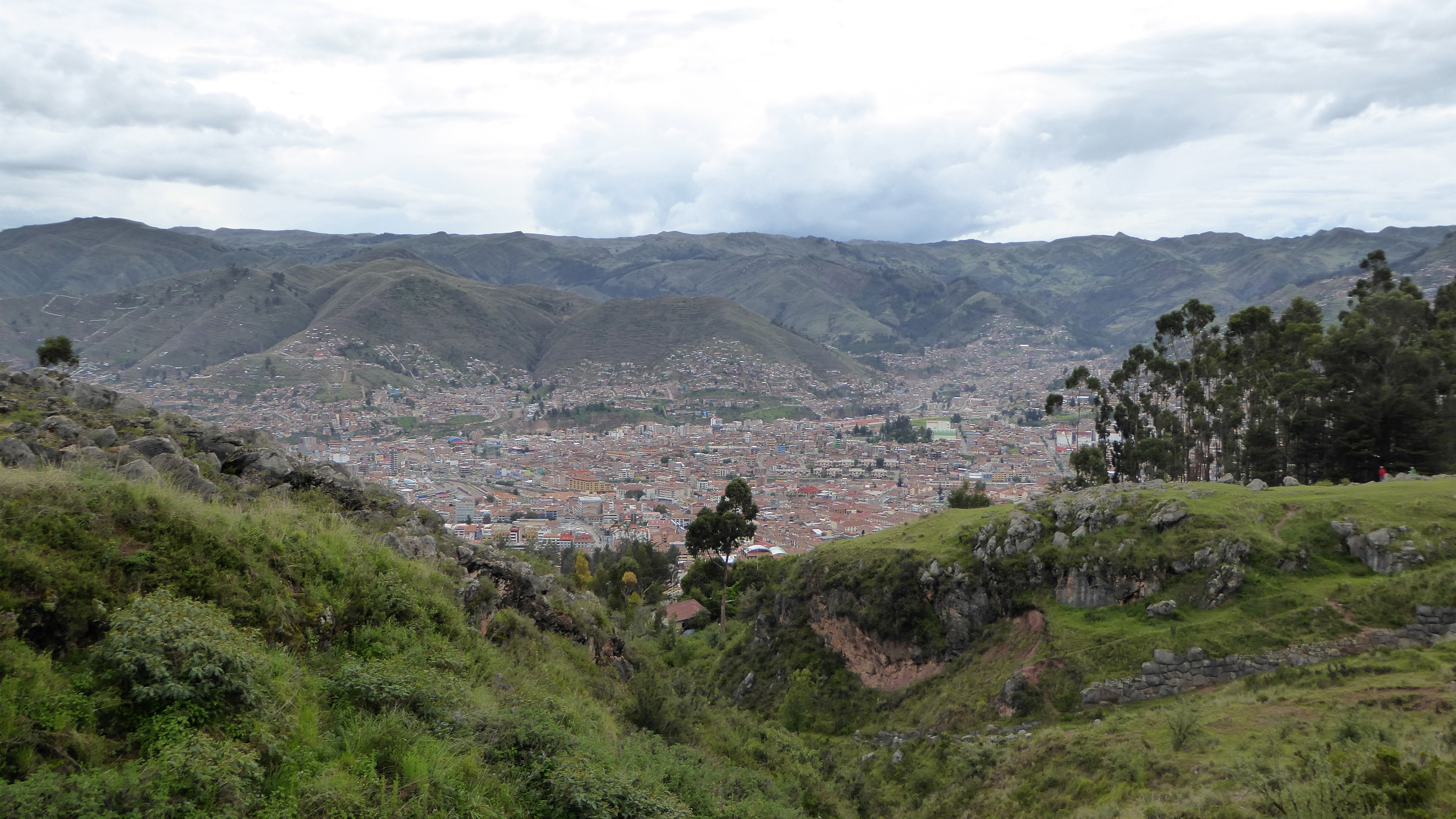
Vista de las montañas que rodean la ciudad del Cusco (Perú).

Pero si se define el término subalpino como intermedio entre alpino y templado, puede considerarse como equivalencia del piso frío, también llamado subalpino, de tierras frías o microtérmico. No hay una definición consensuada de este piso frío, pero se puede considerar que está entre 8 y 14 °C (Vila 1960), 10 y 14 °C (Goldbrunner 1977) u 8 y 13 °C (Silva, 1999) de temperatura media, entre otros, lo que equivale aproximadamente a un rango entre 2500 y 3350 m s. n. m. (metros sobre el nivel del mar) en Venezuela. En Perú, el rango térmico es comparable a la región llamada Suni, la cual tiene una altura media de unos 3700 m s. n. m., vegetación de gramíneas y matorral arbustivo disperso en el flanco occidental estepario de los Andes, además de bosque enano o achaparrado en el flanco oriental de los Andes, el cual es más húmedo. En montañas más húmedas, como las de Colombia, Ecuador y Costa Rica, este clima define la región del subpáramo, también llamado páramo subalpino o páramo bajo, con una temperatura media de 10 °C, presencia de heladas, humedad promedio de 85 %, altura variable con una media de 3500 m s. n. m. y una vegetación de muchas comunidades de arbustos como los matorrales, frailejonales, chuscales y árboles bajos (bosque enano), además de cultivos (especialmente de papa) y pastoreo. En otros lugares del mundo, encontramos climas y ecosistemas de páramo subalpino en la Cordillera Central (Nueva Guinea) entre 3000 y 4000 m s. n. m., así como en las montañas del África Oriental y Etiopía a altitudes similares.

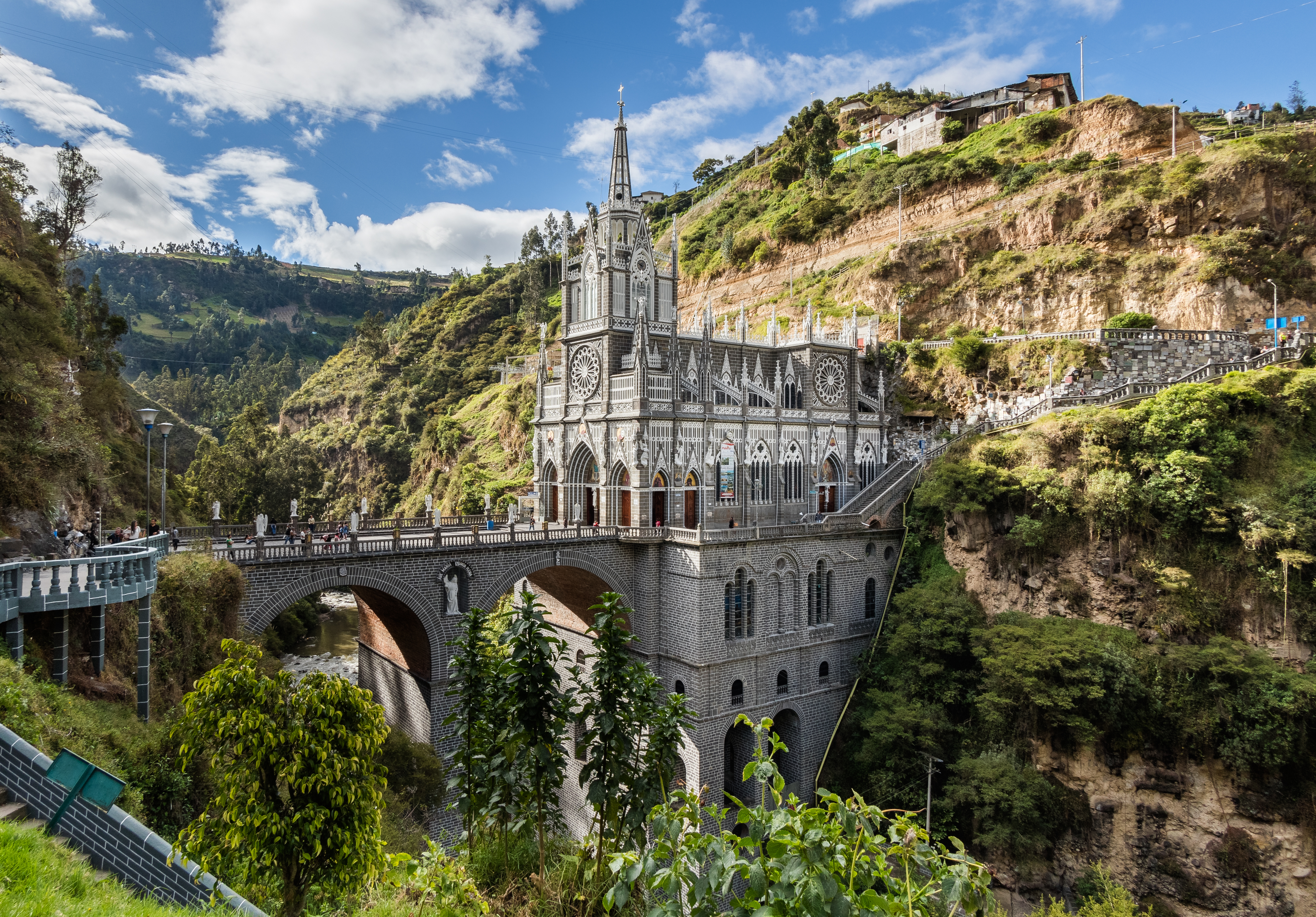
Santuario en Ipiales (Colombia).

Ciudades: Tomando como referencia los parámetros de Silva (1999) para el piso frío/subalpino, las siguientes ciudades presentan un clima entre 8 y 13 °C de temperatura media anual; y se compara con la clasificación climática de Köppen:
- Clima ETH: El Alto (Bolivia), Vetas (Colombia), Tulcán (Ecuador), Huancavelica, Puno (Perú).
- Clima húmedo Cfb: Mocha, Papallacta (Ecuador), Mucuchíes (Venezuela)
- Clima ecuatorial Csb: Guachucal, Túquerres, Ipiales (Colombia)
- Clima subhúmedo Cwb: La Paz (Bolivia), Toluca (México), Cajamarca, Cusco, Huancayo (Perú)
- Clima subhúmedo Cwc: Juliaca, Lampa (Perú), Ixchiguán (Guatemala)
- Clima seco subalpino BSk: Oruro, Colquechaca (Bolivia), Chivay (Perú)

Ejemplo:
| Parámetros climáticos promedio de La Paz (Bolivia), a una altitud de 3650 m s. n. m. (metros sobre el nivel del mar) | Parámetros climáticos promedio de La Paz (Bolivia), a una altitud de 3650 m s. n. m. (metros sobre el nivel del mar) | Parámetros climáticos promedio de La Paz (Bolivia), a una altitud de 3650 m s. n. m. (metros sobre el nivel del mar) | Parámetros climáticos promedio de La Paz (Bolivia), a una altitud de 3650 m s. n. m. (metros sobre el nivel del mar) | Parámetros climáticos promedio de La Paz (Bolivia), a una altitud de 3650 m s. n. m. (metros sobre el nivel del mar) | Parámetros climáticos promedio de La Paz (Bolivia), a una altitud de 3650 m s. n. m. (metros sobre el nivel del mar) | Parámetros climáticos promedio de La Paz (Bolivia), a una altitud de 3650 m s. n. m. (metros sobre el nivel del mar) | Parámetros climáticos promedio de La Paz (Bolivia), a una altitud de 3650 m s. n. m. (metros sobre el nivel del mar) | Parámetros climáticos promedio de La Paz (Bolivia), a una altitud de 3650 m s. n. m. (metros sobre el nivel del mar) | Parámetros climáticos promedio de La Paz (Bolivia), a una altitud de 3650 m s. n. m. (metros sobre el nivel del mar) | Parámetros climáticos promedio de La Paz (Bolivia), a una altitud de 3650 m s. n. m. (metros sobre el nivel del mar) | Parámetros climáticos promedio de La Paz (Bolivia), a una altitud de 3650 m s. n. m. (metros sobre el nivel del mar) | Parámetros climáticos promedio de La Paz (Bolivia), a una altitud de 3650 m s. n. m. (metros sobre el nivel del mar) | Parámetros climáticos promedio de La Paz (Bolivia), a una altitud de 3650 m s. n. m. (metros sobre el nivel del mar) |
| Mes | Ene. | Feb. | Mar. | Abr. | May. | Jun. | Jul. | Ago. | Sep. | Oct. | Nov. | Dic. | Anual |
| --- | --- | --- | --- | --- | --- | --- | --- | --- | --- | --- | --- | --- | --- |
| Temp. máx. media (°C)                                                                                                | 17 | 17 | 18 | 18 | 18 | 17 | 17 | 17 | 18 | 19 | 19 | 18 | 17.8 |
| Temp. media (°C) | 11.5 | 11.5 | 12.0 | 11.0 | 10.5 | 9.0 | 9.0 | 9.5 | 10.5 | 11.5 | 12.5 | 12.0 | 10.9 |
| Temp. mín. media (°C)                                                                                                | 6 | 6 | 6 | 4 | 3 | 1 | 1 | 2 | 3 | 4 | 6 | 6 | 4.0 |
| Precipitación total (mm)                                                                                             | 114 | 107 | 66 | 33 | 13 | 8 | 10 | 13 | 28 | 41 | 48 | 94 | 575 |
| Fuente: BBC Weather                                                                                                  | | | | | | | | | | | | | |